# Derek Pugh
Derek Pugh (Reino Unido, 8 de febrero de 1926-2 de mayo de 2008) fue un atleta británico especializado en la prueba de 400 metros, en la que consiguió ser campeón europeo en 1950 tanto en individual como en relevos.

## Carrera deportiva
En el Campeonato Europeo de Atletismo de 1950 ganó la medalla de oro en los relevos de 4x400 m, llegando a meta en un tiempo de 3:10.2 segundos que fue récord de los campeonatos, por delante de Italia (plata) y Suecia (bronce). También ganó el oro en los 400 metros, corriéndolos en un tiempo de 47.3 segundos que también fue récord de los campeonatos, llegando a meta por delante del francés Jacques Lunis (plata) y del sueco Lars Wolfbrandt (bronce con 47.9 segundos).